# 한국도시정비협회
한국도시정비협회(韓國都市整備協會, KRCMA)는 정비사업전문관리업의 전문화와 정비사업의 건전한 육성발전을 도모하며, 주거환경 개선을 통하여 국민 삶의 질 향상과 공익에 이바지하기 위하여 설립된 법정법인이다. 서울특별시 서초구 서초중앙로 69 르네상스오피스텔 7층 11호에 소재하고 있다.

## 설립 근거
- 도시 및 주거환경정비법[3]

## 연혁
- 2003년 10월 16일 한국도시정비전문관리협회 발기인 모임
- 2003년 11월 14일 한국도시정비전문관리협회 창립준비위원회 현판식
- 2003년 12월 9일 한국도시정비전문관리협회 창립총회
- 2004년 6월 23일 한국도시정비전문관리협회 국토해양부 산하 사단법인 등록허가
- 2007년 3월 15일 한국도시정비전문관리협회 사무국 이전 (방배동 → 여의도)
- 2008년 3월 20일 「도시 및 주거환경정비법」 개선 요청(국토해양부)
- 2008년 10월 30일 한국도시정비전문관리협회법정화 추진 논의 개시(회장단회의)
- 2009년 7월 7일 한국도시정비전문관리협회 법정화 관련 도시정비법 개정 의원입법 발의 결정(한나라당 허천 의원)
- 2009년 7월 13일 도시정비법 개정안 의원입법 발의(한나라당 김성태 의원)
- 2010년 2월 18일 국토해양부 업무협의(협회 법정화 진행사항 논의)
- 2010년 2월 22일 한국도시정비전문관리협회 법정화 관련 도시정비법 개정안 국회 법안심사소위원회 통과
- 2010년 2월 23일 도시정비법 개정안 국회 국토해양위원회 통과
- 2010년 3월 18일 도시정비법 개정안 제288회 국회(임시회) 전체회의 통과
- 2010년 4월 15일 협회 법정화 골자 개정 「도시 및 주거환경정비법」 공포. 한국도시정비협회 발기인서명 접수 개시
- 2010년 5월 19일 한국도시정비협회 창립 발기인총회
- 2010년 7월 16일 한국도시정비협회 창립총회
- 2010년 8월 4일 한국도시정비협회 국토해양부 법정협회 설립인가
- 2010년 10월 26일 정비사업 관련자 교육 및 정보종합체계 구축 운영 국토해양부 업무위탁 승인
- 2010년 11월 23일 도시정비회사 임직원 교육 개시(협회 직접 교육)

## 주요 업무
- 정비사업전문관리업 및 정비사업의 건전한 발전을 위한 조사·연구
- 회원의 상호 협력증진을 위한 업무
- 정비사업전문관리 기술 인력과 정비사업전문관리업 종사자의 자질향상을 위한 교육 및 연수

## 조직

### 이사회

#### 홍보부회장 (홍보이사)

##### 사무국
- 총무팀
- 홍보사업팀
- 교육사업팀
- 기획팀

## 같이 보기
- 한국주택정비사업조합협회
- 주거환경연합
- 주거환경연구원